# Апокрисиарий
Апокрисиа́рий или поклиса́рь (греч. ἀποκρισιάριος — приносящий ответ; лат. Apocrisiarius) — посол, посланник, адвокат по делам церковным, дипломатическая должность в Ромейской империи. В церковно-административном значении апокрисиарий — это полномочный представитель архиерея или настоятеля монастыря при дворе императора и высших гражданских или церковных учреждениях. Апокрисиарий являлся посредником между высшим духовенством и императором. Апокрисиарии сопровождали своих архиереев при посещении их двора императоров. Церковные апокрисиарии известны в Византии с V века. Император Юстиниан I предоставил им право финансового и дисциплинарного надзора над главами местных церковных администраций в 1-й половине VI века.. Поместные церкви (Римская, Александрийская, Антиохийская, Иерусалимская), митрополии и архиепископии имели в Константинополе постоянных апокрисиариев. Через них они имели связь с императором, приносили свои ходатайства и получали распоряжения императора. Должность апокрисиария занимали: Анатолий (Патриарх Константинопольский), Анастасий I (Патриарх Антиохийский), Вигилий (папа римский), Иоанн III Схоластик, Григорий I (папа римский), Анастасий Апокрисиарий, Мефодий I (Патриарх Константинопольский), Димитрий II Хоматиан. Патриарх Филофей посылал своего апокрисиария — протодиакона Георгия Пердику на Русь в XIV веке.
В настоящее время нет должности апокрисиария в Православной церкви, но в Англиканской церкви это название сохранилось (как посланник архиепископа); в Католической церкви близкая к апокрисиарию является в настоящее время должность нунция.